# Cernuella rugosa
Cernuella rugosa е вид охлюв от семейство Hygromiidae. Видът е застрашен от изчезване.

## Разпространение и местообитание
Разпространен е в Италия (Сицилия).
Обитава градски местности и дюни.